# Sentenac-de-Sérou
Sentenac-de-Sérou – miejscowość i gmina we Francji, w regionie Oksytania, w departamencie Ariège.
Według danych na rok 12010 gminę zamieszkiwało 37 osób, a gęstość zaludnienia wynosiła 2 osoby/km².